# Kiniébakoura
Kiniébakoro est une ville et une sous-préfecture de Guinée, rattachée à la préfecture de Siguiri et la région de Kankan.

## Population
En 2016, le nombre d'habitants est estimé à 30 654, à partir d'une extrapolation officielle du recensement de 2014 qui en avait dénombré 28 684.